# IFK Mariehamn
Idrottsföreningen Kamraterna Mariehamn (conhecido apenas IFK Mariehamn), é um clube de futebol da cidade de Mariehamn, maior cidade da província de Åland. Foi fundado em 1919. É a única equipe profissional do arquipélago e também a única a disputar a Primeira Divisão finlandesa.
Manda as suas partidas na Wiklöf Holding Arena, em Mariehamn, com capacidade para 4.000 torcedores. As cores de seu uniforme titular são verde e branco, sendo o uniforme reserva totalmente verde.

## Elenco
Atualizado em 29 de março de 2021.
Legenda
- : Capitão
- : Jogador suspenso
- : Jogador lesionado

## Títulos
| Competição | Competição           | Títulos | Anos |
| ---------- | -------------------- | ------- | ---- |
| Finlândia  | Campeonato Finlandês | 1       | 2016 |
| Finlândia  | Copa da Finlândia    | 1       | 2015 |

## Participações Europeias
| Temporada | Competição             | Fase | Adversário     | Casa | Fora | Agregado |
| --------- | ---------------------- | ---- | -------------- | ---- | ---- | -------- |
| 2013-14   | UEFA Europa League     | 1QR  | Inter Baku     | 0-2  | 1-1  | 1-3      |
| 2016-17   | UEFA Europa League     | 1QR  | Odd Grenland   | 1-1  | 0-2  | 1-3      |
| 2017-18   | Liga dos Campeões UEFA | 2QR  | Legia Warszawa | 0-3  | 0-6  | 0-9      |

Legenda:
- 1QR : Primeira pré-eliminatória
- 2QR : Primeira pré-eliminatória